# Novoveský potok (přítok Vlašimské Blanice)
Novoveský potok je levostranný přítok Vlašimské Blanice v okrese Benešov ve Středočeském kraji a v okrese Tábor v Jihočeském kraji. Délka toku činí 12,4 km. Plocha povodí měří 39,9 km².

## Průběh toku
Potok pramení východně od Reksyně v nadmořské výšce okolo 570 m. V nejhornější části napájí dva bezejmenné rybníky. Na horním toku směřuje na východ při severním okraji Petrovického lesa k Petrovicím, u nichž jej zleva posiluje první větší přítok přitékající od Kahlovic. V Petrovicích zadržuje vody potoka rybník Skalice. Pod Petrovicemi, od nichž proudí mělkým údolím mezi poli na jihovýchod k Nové Vsi u Mladé Vožice, přijímá z pravé strany Luční potok. V Nové Vsi u Mladé Vožice potok podtéká silnici II/120. Jihovýchodně od obce posilují tok zprava nejprve Mutický potok a po dalším kilometru Křtěnovický potok, od jehož ústí se potok stáčí více na východ. Po dalším zhruba půl kilometru přitéká zleva od Zhoře u Mladé Vožice Zhořský potok. Od ústí Zhořského potoka směřuje Novoveský potok na východ až jihovýchod k Mladé Vožici, u níž se zhruba na 2,2 říčním kilometru obrací na severovýchod. V Mladé Vožici zadržuje jeho vody Panský rybník. Po několika stech metrech od hráze rybníka se na severním okraji města vlévá do řeky Blanice na jejím 53,3 říčním kilometru v nadmořské výšce 425 m.

### Větší přítoky
- Luční potok je pravostranný přítok pramenící jižně od Nasavrk v nadmořské výšce okolo 560 m. Teče převážně východním směrem regulovaným korytem. Jižně od Nových Dvorů napájí bezejmenný rybník. Do Novoveského potoka se vlévá jihovýchodně od Petrovic na 8,1 říčním kilometru[1] v nadmořské výšce okolo 485 m. Délka toku činí 2,7 km.[1]
- Mutický potok (hčp 1-09-03-028) je pravostranný přítok, který pramení v lese mezi Dědicemi, Rašovicemi a Muticemi v nadmořské výšce okolo 570 m. Po celé své délce proudí převážně severovýchodním směrem. Po opuštění lesa jižně od Mutic je potok regulován a místy zatrubněn. Do Novoveského potoka se vlévá jihovýchodně od Nové vsi u Mladé Vožice na 5,5 říčním kilometru[1] v nadmořské výšce okolo 460 m. Délka toku činí 3,1 km.[1] Plocha povodí měří 5,0 km².[2]
- Křtěnovický potok (hčp 1-09-03-030) je pravostranný přítok pramenící západně od Rašovic v nadmořské výšce okolo 545 m. V nejhornější části směřuje na východ, protéká výše zmíněnou osadou. Zde zadržuje jeho vody místní rybník. Pod Rašovicemi se potok obrací na sever a napájí další dva rybníky z nichž ten níže po proudu je nazýván Strkač. Po zhruba dalším kilometru protéká Křtěnovicemi, kde se obrací na severovýchod a napájí zdejší rybník. Do Novoveského potoka se vlévá zhruba kilometr severovýchodně od Křtěnovic na 4,5 říčním kilometru[3] v nadmořské výšce okolo 450 m. Délka toku činí 3,3 km.[3] Plocha povodí měří 5,3 km².[2]
- Zhořský potok (hčp 1-09-03-032) je levostranný a celkově největší přítok, který pramení jihovýchodně od Kahlovic v nadmořské výšce okolo 530 m. Po celé své délce teče převážně jihovýchodním směrem. Na horním a středním toku napájí řadu rybníků, které se nazývají Hoškovský rybník, Velký těmický rybník, Komora a Těmický rybník. Mezi Těmicemi (Oldřichov) a Zhoří u Mladé Vožice je v blízkosti potoka vedena silnice II/120. Na dolním toku protéká Zhořský potok Zhoří u Mladé Vožice, kde zadržuje jeho vody Vrtíškův rybník. Po necelém kilometru od hráze rybníka se Zhořský potok vlévá do Novoveského potoka na jeho 3,8 říčním kilometru v nadmořské výšce okolo 445 m. Délka toku činí 4,7 km.[3] Plocha povodí měří 5,4 km².[2]

### Rybníky
Vodní nádrže v povodí Novoveského potoka podle rozlohy:
| název vodní nádrže   | vodní tok        | rozloha (ha) | celkový objem (tis. m³) | retenční objem (tis. m³) |  |
| -------------------- | ---------------- | ------------ | ----------------------- | ------------------------ |  |
| Velký těmický rybník | Zhořský potok    | 3,1          | 40,0                    | 16,5                     |  |
| Panský rybník        | Novoveský potok  | 2,1          | 30,0                    | 10,0                     |  |
| Suchý rybník         | bezejmenný potok | 1,2          | 13,0                    | 6,5                      |  |
| Těmický rybník       | Zhořský potok    | 0,7          | –                       | –                        |  |
| Skalice              | Novoveský potok  | 0,7          | –                       | –                        |  |

## Vodní režim

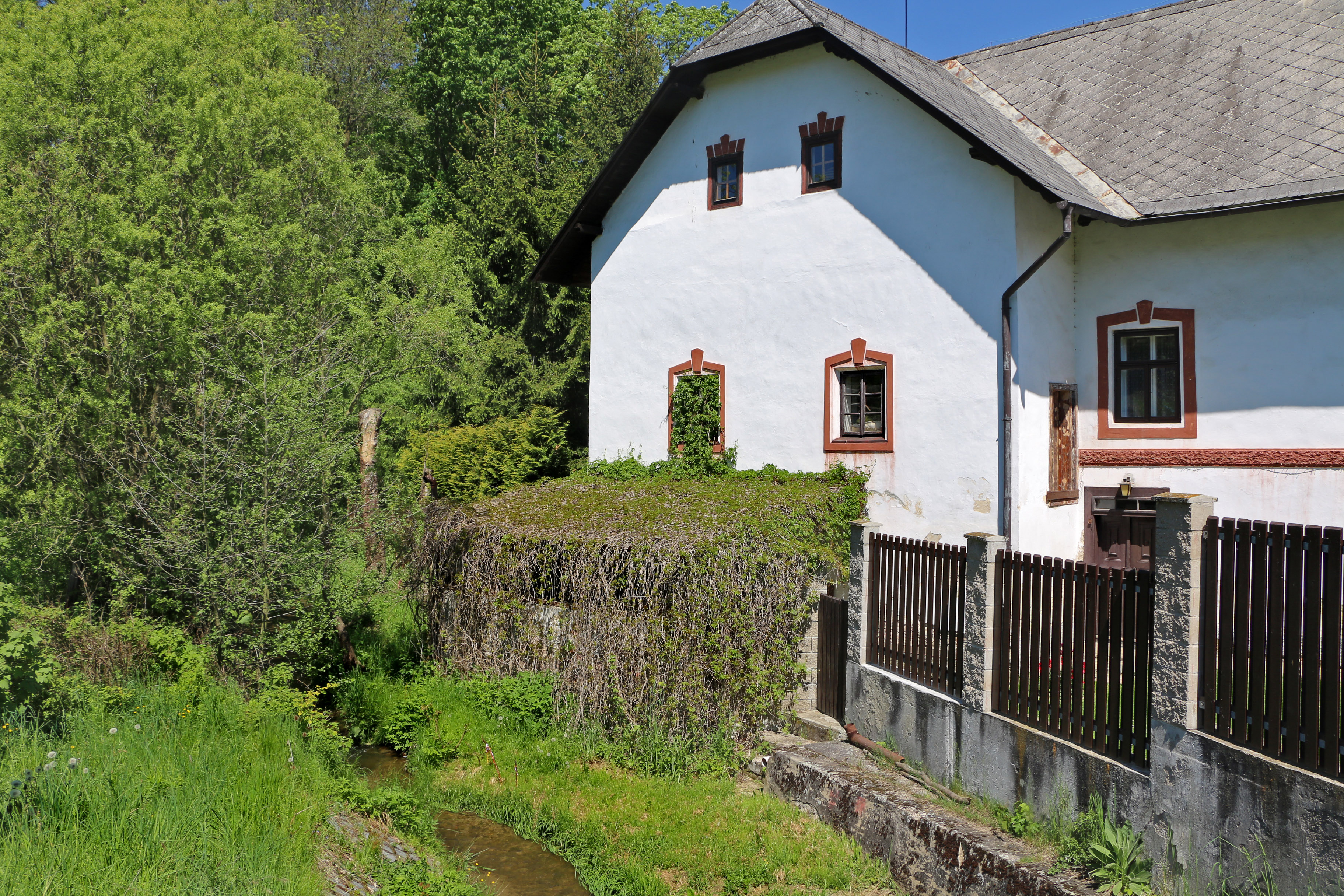
Bývalý mlýn v Petrovicích

Průměrný průtok Novoveského potoka u ústí činí 0,24 m³/s.